# Банда Олега Иконникова
Банда Олега Иконникова — преступное формирование, осуществлявшее в период с 1991 по 1993 год на территории Читинской области рэкет, вымогательства и убийства. Члены банды Олега Иконникова совершили не менее 6 убийств, две жертвы из которых являлись милиционерами. Будучи в заключении Олег Иконников занялся литературной деятельностью и стал гуманистом, предостерегая читателей своих книг от участия в уличных бандах и призывая молодых людей отказаться от насилия. Другой член банды — его родной брат Эдуард — после осуждения занялся музыкальной деятельностью. Деятельность банды и события в жизни её участников после их ареста и осуждения в последующие годы активно освещались в СМИ, вследствие чего Олег Иконников и его брат получили национальную известность.

## Предыстория
Основателем и лидером банды был Олег Борисович Иконников (род. 1958 год, Сахалинская область, РСФСР, СССР). Иконников родился на территории Сахалинской области, где его отец проходил военную службу в Советской армии, а мать работала в геологической партии. В 1961 году их семья переехала в Читу к родителям матери, где прошло детство Олега. Несмотря на то, что оба родителя Иконникова вели законопослушный образ жизни, не имели проблем с законом и вредных привычек, отрицательно влияющих на быт, здоровье детей и благосостояние семьи в целом, Олег Иконников в раннем детстве стал проводить много времени в обществе ровесников, ведущих криминальный образ жизни и вскоре стал совершать преступления. В сентябре 1972 года 14-летний Олег Иконников в районе Читы под названием «Жилучасток» вместе с сообщниками ограбил магазин. После совершения кражи они купили у цыган золотые печатки и шоколад, уговорили кого-то из взрослых купить им шампанское и билеты на поезд до Москвы. Так как Иконников и его сообщники не отличались осторожностью, их поведение в поезде, а также наличие шампанского и золотых печаток вскоре привлекли внимание проводников и пассажиров поезда, после чего сотрудники милиции задержали их, сняли с поезда на одной из станций и доставили в отделение, где Иконников и его сообщники вскоре признались в совершении преступлений. В 1972 году Олег Иконников был признан виновным в совершении кражи и получил в качестве уголовного наказания 6 лет лишения свободы. В 1978 году он вышел на свободу, однако спустя несколько месяцев снова был арестован за совершение кражи, за что впоследствии был приговорен к 4 годам тюрьмы. В очередной раз Олег Иконников вышел на свободу в 1982 году. После освобождения, в 1983 году Иконников женился на девушке по имени Елена, которая вскоре родила ему сына. В этот период он устроился на работу шофером в управление торговли, но при этом продолжал поддерживать связи с лицами, ведущих криминальный образ жизни. Согласно свидетельствам самого Иконникова, в середине 1980-х он помимо работы водителем зарабатывал на жизнь квартирными кражами, незаконным присвоением части перевозимого товара, угонами и сбытом краденых машин, а также сбытом морфия, который он также употреблял. В конце 1980-х Олег Иконников вместе со своим братом Эдуардом (род. 1968, Чита, РСФСР, СССР) уехали в Иркутск, где работали старателями в артели. После  денежной реформы в 1991 году, братья стали испытывать материальные трудности и Олег Иконников принял решение создать банду, одним из членов которой стал его брат Эдуард и бывший сотрудник ГАИ по имени Константин.

## 1991-1993
В 1991 году члены банды совершили на территории Иркутска несколько ограблений. В 1992 году после распада СССР и последовавшего за ним социально-экономическими реформами, Олег Иконников вместе с братом вернулись в послелок Первоймайский (Забайкальский край), где на тот момент проживали жена и сын Олега Иконникова.

Из воспоминаний Олега Иконникова: 
Начались 90-е. Помню, сын пришел с улицы поесть. Я наливаю ему суп, а он спрашивает – «а суп с мясом?» А суп-то без мяса! Денег нет. Вот в тот момент все и началось. Я организовал банду. Сначала мы грабили магазины в Забайкалье, потом занимались рэкетом.

Из воспоминаний Эдуарда Иконникова: 
А тут случилась девальвация, зарплату никому не выплатили. Вот тогда и стали зарабатывать темными делами и делишками. Но это не было, как в фильмах – мол, давайте банду создадим. Нет. Это все само собой получилось…
В Иркутске магазины грабили. Потом волна рэкета из Москвы докатилась до нас. В том смысле, что и мы стали рэкетирами. Человек 12 нас было и на всех пара пистолетов. Коммерсанты платили дань, кто отказывался – тот страдал... Тяжело вспоминать.
Первоначально банда Иконникова занималась рэкетом в поселке Первомайский. После того как Иконникову удалось взять под контроль местных предпринимателей, он объединился с другой первомайской группировкой и стал заниматься рэкетом и вымогательством в отношении предпринимателей и районном центре — городе Шилка. В этот период ему удалось укрепить позиции своей банды. В 1992 году Олег Иконников, контролируя многих крупных местных бизнесменов начал оказывать влияние на итоги аукционов и участвовать в создании новых акционерных обществ, которые брал под свой контроль и под прикрытием которых члены его банды занимались отмыванием денег от доходов преступной деятельности. В том же году во время одного из налетов члены банды Иконникова убили милиционера по фамилии Игнатьев. В конце 1992 года банда Олега Иконникова успешно освоила новый вид криминальной деятельности. Он и члены его банды взяли под свой контроль участок трассы и стали заниматься рэкетом в отношении перегонщиков иномарок, которые перегоняли автомобили из Владивостока в другие регионы страны. Пользуясь авторитетом в криминальной среде, на рубеже 1993 года Олег Иконников совершил попытку взять под свой контроль ряд крупных промышленных объектов и развивающийся бизнес Читы, в особенности реконструируемый Сербской фирмой «Юнион Инжиниринг» Читинский аэропорт, через который тогда планировалось возить в Россию грузы из США через Северный полюс. Однако в этом ему противостояли чеченские криминальные группировки. В течение 1992 года в Читу приехало около 100 чеченцев, представлявших Ачхой-Мартановский, Веденский, Грозненский сельский и другие районы Чеченской республики. В начале 1993 года преступные формирования Забайкальского края решили консолидировать свои криминальные силы и начать войну против чеченских ОПГ с целью изгнать их из Забайкальского края. В этот период союзниками банды Иконникова были несколько крупных ОПГ, такие как Ключевская ОПГ, лидером которой был Константин Ключевский, с которым Иконников в детстве дружил и жил на одной улице, Джекичановская банда, члены которой увлекались единоборствам, Кашкаедовская ОПГ, лидером которой был Сергей Ческидов и Осиновская ОПГ, лидером которой был  Игорь Осинцев по прозвищу «Осина»
23 февраля 1993 года на футбольном поле в лесном массиве за микрорайоном «Северный» на территории Читы состоялась встреча читинских криминальных авторитетов - 53-летнего Александра Трифонова по прозвищу «Интеллигент», 33-летнего Николая Парыгина по прозвищу «Парыга», 33-летнего Виктора Кравцова по прозвищу «Кравец» и Олега Иконникова. Кравцов от имени всех авторитетов предложил Олегу Иконникову вместе с его людьми совершить нападение на нескольких авторитетных криминальных авторитетов чеченских ОПГ, которые проживали на территории одной из спортбаз Читы под названием «Березка». Оружием в виде трех автоматов Калашникова нападавших обеспечил Игорь Осинцев, криминальный авторитет Павел Зимин по прозвищу «Зима» и Игорь Мельничук по прозвищу «Красный», который в советские годы служил в бригаде специального назначения ГРУ ГШ СССР и сохранил армейские связи.
На следующий день, Рано утром Олег Иконников вместе с членами своей банды и членами трех других ОПГ ворвался на территорию спортбазы. Всего в налете участвовало 9 человек. Основной отряд возглавлял Олег Иконников. На улице его группу прикрывали три человека с обрезом, охотничьим ружьём, револьвером и гранатами. Члены банды ведя хаотический огонь, проверили все номера спортбазы, закидав несколько из них гранатами, но чеченских бандитов там не оказалось – как впоследствии выяснилось их заранее кто-то предупредил о готовящемся налете. Шальной пулей был ранен в грудь гражданин КНР Лянь Чэн-го. Во время налета ранение в область шеи получил Олег Иконников. С места преступления его без сознания унесли сообщники. Расстрел на спортбазе «Березка» вызвал общественный резонанс в Чите. Несмотря на то, что в ходе налета не был убит ни один из Чеченских криминальных авторитетов,  после стрельбы в «Березке» они в течение нескольких недель практически в полном составе покинули Читу. Расследование преступления находилось на самом высоком контроле. Первым был арестован Олег Иконников, когда он находился ещё в бессознательном состоянии в областной клинической больнице. Членов его банды и других криминальных авторитетов, причастных к налету задерживали весь 1993 и почти весь 1994 годы. В операциях по поиску и задержанию преступников принимали участие сотрудники  недавно созданных Читинских «ОМОН» и «СОБР», сотрудники из правоохранительных органов других регионов с привлечением вертолетов. Криминальные авторитеты Трифонов, Парыгин и Княжев были арестованы в здании мэрии Читы, когда они выходили из кабинета одного из городских чиновников. После ареста Иконникова у лидера Осиновской ОПГ Игоря Осинцева по версии следствия началась паранойя. Он распорядился убить Княжева и Парыгина, которые вооружили банду Иконникова, оставшихся на свободе членов банды Иконникова и дал приказ убить в больнице самого Олега Иконникова, однако наемный убийца был обезврежен в больнице сотрудниками милиции

Из воспоминаний Олега Иконникова:
Я воровал, грабил и убивал. Затем сам схлопотал свинцового шмеля. Из навылет простреленной шеи текла мне под щеку моя, черная почему-то кровь. Некоторые преступления я совершал хладнокровно, на других адреналинило. Иногда совесть мучила сознание и душу, иногда нет. Взяли меня раненого, без сознания, иначе живым бы я не сдался. Я надеялся, что меня организованная преступность вытащит из больницы. Но вместо этого ко мне послали киллера. Это сделал Осина (Игорь Осинцев). Добить хотел - так, на всякий случай, чтобы я не дал показания. Осиновские потом убили наших. Вот почему я всегда говорю теперь молодым ребятам: в организованную преступность не лезьте никогда. Там только преступления совершают организованно, а дальше каждый спасается, как может. И там своих же убивают. Были киллеры, которые специализировались только на том, что «подчищали» неугодных лидеру.

## Следствие и суд
После того, как здоровье Олега Иконникова значительно улучшилось, он был этапирован в СИЗО на территории Хабаровска, где начал литературную деятельность. В 1995 году была издана его биографичекая книга под названием «Большая медведица». Во время расследования работу следственной бригады курировал следователь по особо важным делам прокуратуры Читинской области Игорь Канунников. В конечном итоге следствию удалось доказать вину 26 человек, которых защищали 22 адвоката. 
Судебный процесс открылся 6 февраля 1996 года в актовом зале «СИЗО-1» города Читы. Суд прошел с беспрецедентными в истории Читы обстоятельствами. Так как обвиняемых было 26 человек, специально для судебного процесса были построены две большие клетки для подсудимых, которых не было ни в одном суде Забайкалья. Судьей был назначен ветеран Читинского областного суда Леонид Назаров, к которому во избежания покушений со стороны представителей криминальной субкультуры, действовавших от имени подсудимых - на время процесса  была приставлена круглосуточная охрана от УБОПа. Олегу Иконникову непосредственно были инкриминированы обвинения по 16 статьям Уголовного кодекса, среди которых были: убийство, организация вооруженной банды, разбой, кража, вымогательство. Несмотря на принимаемые правоохранительными органами меры по защите свидетелей преступлений, преступники, находясь под стражей посредством связи с оставшимися на свободе сообщниками во время расследования сумели оказать сильное давление на потерпевших. К началу открытия судебного процесса 70 процентов потерпевших отказались от исков. Не удалось доставить на суд 15 потерпевших и более 30 свидетелей. За время рассмотрения дела погибли 5 свидетелей. На судебном процессе Олег Иконников и члены его банды были признаны виновными по всем пунктам обвинения, после чего в декабре 1996 года он, его брат Эдуард, а также активный член банды Олег Пивоваров были приговорены к смертной казни через расстрел. Остальные участники банды были приговорены к срокам лишения свободы от 3 до 13 лет. 

## В заключении
Первоначально братья дожидались исполнения смертного приговора в разных камерах СИЗО № 1 города Иркутска, однако вскоре по ходатайству Эдуарда Иконникова администрация тюрьмы разрешила братьям находиться в одной камере. В сентябре 1997 года Олег Иконников, его брат Эдуард и Олег Пивоваров указом президента Российской Федерации Бориса Ельцина были помилованы, смертная казнь им была заменена пожизненным лишением свободы. После этого они были этапированы в исправительную колонию №2 особого режима в посёлке Шара-Горохон (Карымский район Забайкальского края), более известную как «Шаргоп». В этот же период братья Иконниковы направили в Москву кассационную жалобу. Жалоба Олега Иконникова была отклонена, в то время как его брат добился снисхождения. В июне 1998 года Верховный суд РФ заменил Эдуарду Иконникову пожизненное лишение свободы на уголовное наказание в виде 15 лет тюремного заключения. В 2001 году для отбытия наказания Олег Иконников был этапирован в тюрьму ФКУ ИК-6 УФСИН России по Оренбургской области, более известную как «Черный дельфин». Отбыв в колонии более 18 лет, 30 апреля 2019 года он покинул ее и был переведен для отбытия дальнейшего наказания в «Исправительную колонию № 6 Управления Федеральной службы исполнения наказаний по Хабаровскому краю», более известную как Снежинка. Впоследствии Иконников негативно отзывался об условиях содержания в «Черном дельфине», признаваясь в том, что первые 10 лет отбывания наказания из-за невыносимых условий в колонии — мечтал о смерти. Находясь в «Снежинке», в январе 2021 года 62-летний Олег Иконников женился на 43-летней женщине, с которой он познакомился еще в начале 1993 года, незадолго до своего ареста, когда ей было 16 лет. После свадьбы Иконников снова занялся литературной деятельностью. Весной 2023 года состоялось переиздание его первой книги «Большая медведица». В сентябре 2023 года в продаже появилась его вторая книга под названием «Долгая дорогу на Снежинку», где Иконников описывал события своей жизни в период пребывания в разных тюрьмах и свой опыт прихода к Богу через раскаяние и испытания всех тягот и скорби, выпавших в его тюремной жизни. Книга была высоко оценена литературными критиками. Кроме этого Олег Иконников написал еще около 100 различных рассказов и несколько раз  становился лауреатом различных литературных конкурсов.

Из интервью Иконникова в 2021 году про условия в колонии Снежинка: 
А я сначала сидел в «Черном дельфине» в Оренбургской области. Это было ужасно, как будто бы меня убили и оживили много раз. Там чудовищные условия — нам не давали даже помыться. А здесь очень хорошо, условия отличные. И отношение, и быт, и еда — мы не заслуживаем, чтобы к нам так хорошо относились.
Младший брат Олега Иконникова — Эдуард отбывал свое наказание в исправительной колонии, расположенной в городе Енисейск. Находясь в тюрьме он также уверовал в Бога. В марте 2008 года, отбыв свое наказание полностью, он вышел на свободу, после чего вернулся в Читу, где женился и в дальнейшие годы стал отцом трех детей. В 2011 году Эдуард Иконников вновь попал в поле зрения правоохранительных органов. Ему было предъявлено обвинение в принуждении к отказу от совершения сделки под угрозой применения насилия в отношении одного из участников долевого строительства. Он был признан виновным, но был  осужден условно. После этого он не был замечен в ведении криминального образа жизни. В начале 2010-х годов Иконников-младший занялся музыкальной карьерой и на этом поприще достиг определенных успехов. По собственному признанию Эдуарда Иконникова, музыку и стихи он начал писать начиная с 14 лет, а будучи старшеклассником создал свою собственную музыкальную группу. Начиная с 2008 года Эдуард Иконников выпустил несколько альбомов в жанре шансон и лирика, которые имели успех у слушателя. Добившись успеха в Чите, Иконников-младший вскоре переехал в Москву, где выступал в ресторанах, домах культуры и на различных мероприятиях. Его песни также исполняли шансонье Евгений Фомин и экс-солист группы «Бутырка» Владимир Ждамиров. Помимо музыкальной деятельности, Эдуард Иконников также предпринимал попытки заниматься  литературной деятельностью. В 2012 году был издан его  автобиографический роман под названием «По правую руку», который представляет собой притчу про нравственность.